# Krškany
Krškany (Hongaars: Kereskény) is een Slowaakse gemeente in de regio Nitra, en maakt deel uit van het district Levice.
Krškany telt 745 inwoners.